# Soňa Bernardová

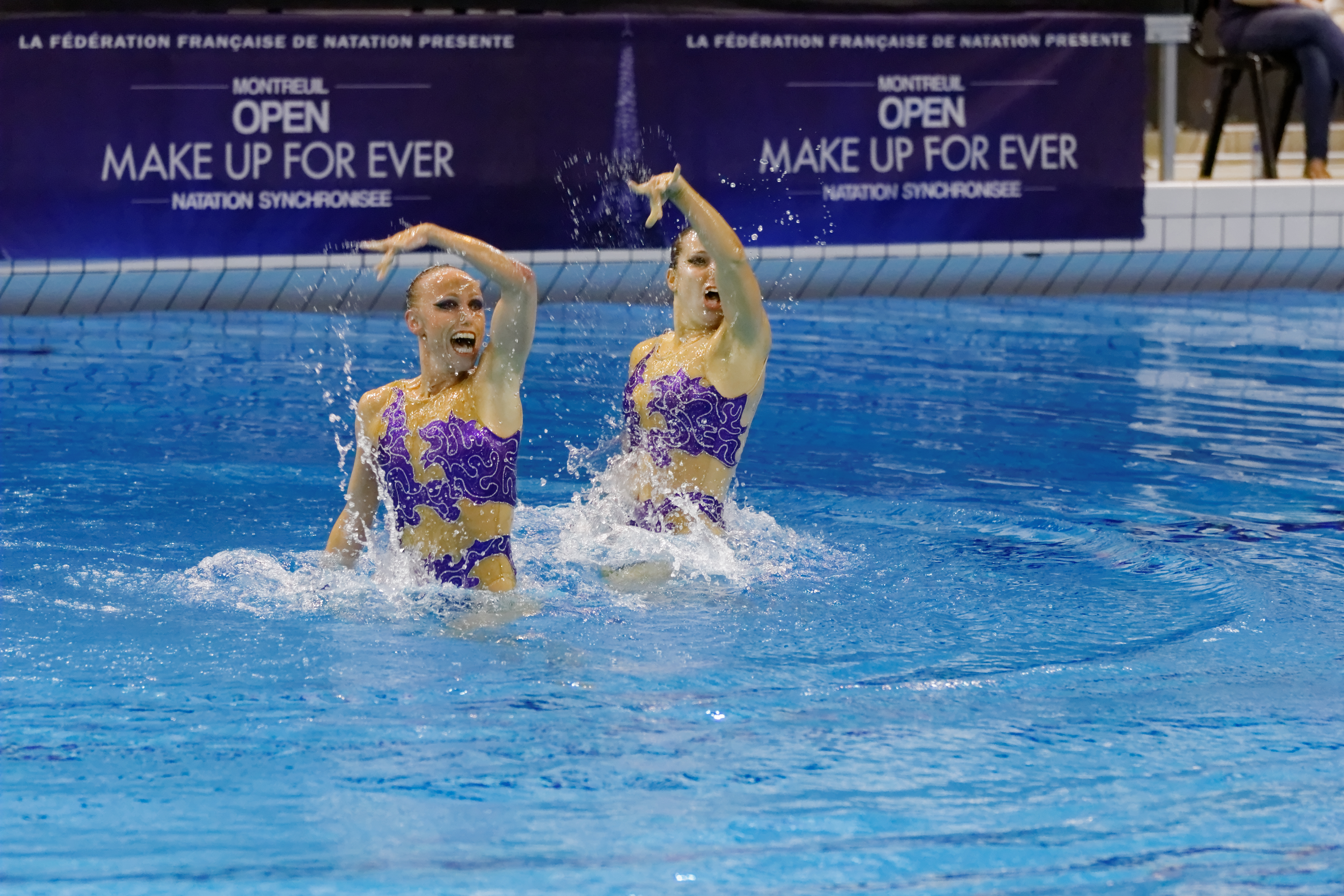
Soňa Bernardová et Alžběta Dufková lors de l'Open de France 2013.

Soňa Bernardová, née le 2 février 1976 à Brno, est une avocate et nageuse synchronisée tchèque.

## Carrière
Bernardová est une nageuse synchronisée qui a concouru dans toutes les catégories de la discipline (solo, duo, équipe et combiné). Elle a participé à quatre olympiades (de 2000 à 2012), au moins trois championnats du monde (de 2007 à 2013) et sept championnats d'Europe (de 2000 à 2012),.

## Palmarès

### Jeux olympiques
| Épreuve | Édition     | Édition      | Édition    | Édition      |
| Épreuve | Sydney 2000 | Athènes 2004 | Pékin 2008 | Londres 2012 |
| Duo     | 15e         | 14e          | 18e        | 14e          |

### Championnats du monde
| Épreuve          | Édition        | Édition   | Édition       | Édition        |
| Épreuve          | Melbourne 2007 | Rome 2009 | Shanghai 2011 | Barcelone 2013 |
| Solo technique   | 14e            | 9e        |               | 11e            |
| Solo libre       | 13e            | 11e       | 12e           | 12e            |
| Duo technique    | 15e            |           | 15e           | 13e            |
| Duo libre        | 13e            | 13e       | 13e           | 11e            |
| Équipe technique |                |           |               | 11e            |

### Championnats d'Europe
| Épreuve | Édition       | Édition     | Édition     | Édition       | Édition        | Édition       | Édition       |
| Épreuve | Helsinki 2000 | Berlin 2002 | Madrid 2004 | Budapest 2006 | Eindhoven 2008 | Budapest 2010 | Debrecen 2012 |
| Solo    |               |             | 10e         |               |                | 7e            |               |
| Duo     |               | 9e          | 9e          | 8e            | 10e            | 8e            | 9e            |
| Équipe  | 8e            | 9e          |             |               |                |               |               |
| Combiné |               |             |             | 6e            | 7e             | 7e            |               |